# 切尔瓦罗
切尔瓦罗（義大利語：Cervaro），是意大利弗罗西诺内省的一个市镇。总面积39.19平方公里，人口7178人，人口密度183.2人/平方公里（2009年）。ISTAT代码为060026。